# Orgilus fallax
Orgilus fallax är en stekelart som beskrevs av Muesebeck 1970. Orgilus fallax ingår i släktet Orgilus och familjen bracksteklar. Inga underarter finns listade i Catalogue of Life.